# خیرالنساء گل
خیرالنساء گل (به ترکی استانبولی: Hayrünnisa Gül) (زاده ۱۸ اوت ۱۹۶۵ در استانبول) همسر عبدالله گل رئیس‌جمهور پیشین ترکیه است.

## نگارخانه

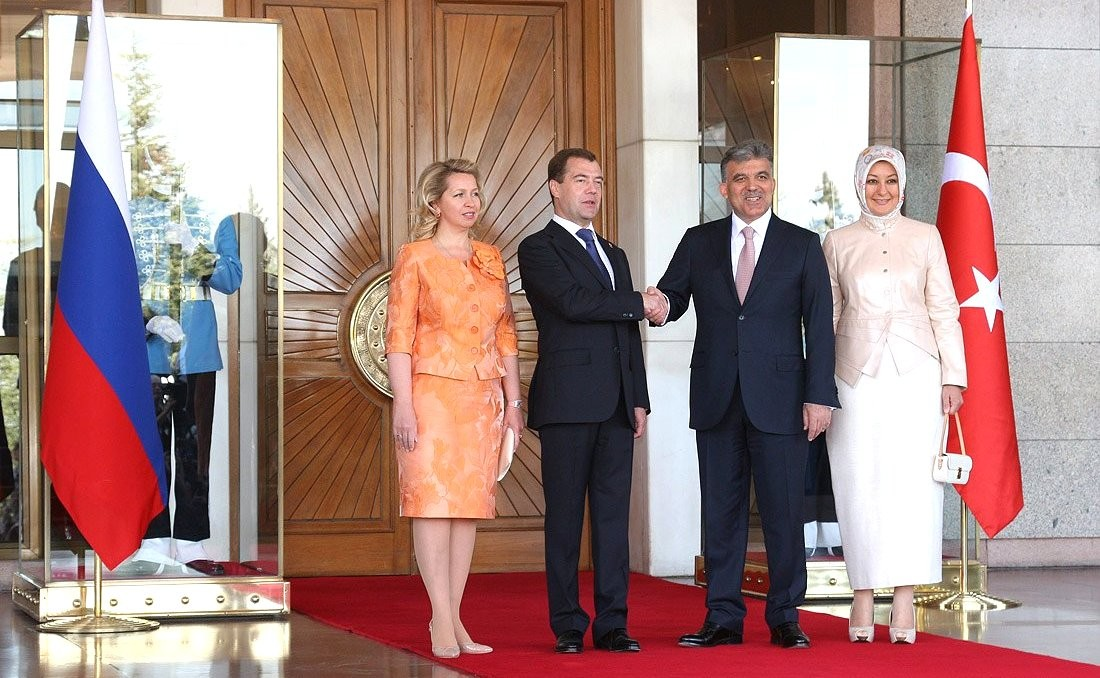
روسای جمهور کشورهای ترکیه و روسیه به همراه همسران‌شان